# 弗雷德里克·惠塔克
弗雷德里克·惠塔克爵士（Sir Frederick Whitaker）, KCMG (1812年4月23日—1891年12月4日) 英国出生的新西兰政治家，两次担任新西兰总理，六次担任检察总长。

## 早年
惠特克出生在英格兰牛津郡班普顿（Bampton），是弗雷德里克·惠特克和苏珊娜·惠特克(原姓汉弗莱)夫妇之子。惠特克是一个律师，在28岁航行到澳大利亚和新西兰，1843年3月4日在奥克兰与新西兰殖民地司库亚历山大·谢泼德牧师继女Jane Augusta Griffith结婚，
并在当地县法院当法官。

## 备注
1. 1 2  Stone, R. C. J. . Dictionary of New Zealand Biography. Ministry for Culture and Heritage.   [14 January 2012].